# Jaculus
Jaculus  (česky tarbík) je rod menších hlodavců z čeledi tarbíkovitých (Dipodidae). Žijí v pouštích, skalách nebo na loukách v severní Africe a v Asii. Mají výrazně prodloužené zadní nohy, pomocí nichž se pohybují. Jejich skoky mohou být několik metrů dlouhé. Rovnováhu udržují pomocí ocasu, který je delší než tělo.
Jsou to převážně noční živočichové. Přes den se zdržují v norách, které si vyhrabávají v půdě.

## Výskyt
Tarbíci rodu Jaculus žijí v severní Africe od Maroka přes Alžírsko, Tunisko, Libyi, Egypt až po Súdán. Ostrůvkovitě se vyskytují i v jižnějších státech jako v Mali, Nigeru, Nigérii, Čadu a Somálsku. V Asii žijí na Blízkém východě včetně Arabského poloostrova; na východ pak přes Írán, Pákistán a Afghánistán zasahují až do Turkmenistánu a Uzbekistánu.
Obývají různé biotopy od zvlněných písčitých pouští přes slané pouště po louky nebo skalnaté oblasti.

## Taxonomie
Tento rod tarbíků vytváří 3 druhy:
- Jaculus blanfordi – tarbík Blanfordův – žijící v Íránu, Pákistánu a Afghánistánu,
- Jaculus jaculus – tarbík egyptský – vyskytující se v pouštních a polopouštních oblastech od Maroka a Senegalu po Írán a Somálsko,
- Jaculus orientalis – tarbík velký – žijící od Maroka po jih Izraele.

Občas uváděné druhy Jaculus turcmenicus žijící v Turkmenistánu a Uzbekistánu a Jaculus thaleri ze severovýchodního Íránu nejsou všeobecně uznávány a patrně se jedná pouze o synonyma k Jaculus blanfordi. Někdy se uvádí ještě druh Jaculus hirtipes ze Sahary, zpravidla je však pokládán za synonymum k Jaculus jaculus.

### Česká jména
Pro jednotlivé rody podčeledi Dipodinae (Dipus, Eremodipus, Jaculus  a Stylodipus) nemáme jedinečný český název, a proto je všechny označujeme jako tarbíky. Pro přesné určení druhu je tedy třeba použít i mezinárodní rodové jméno (v tomto případě Jaculus), případně u konkrétního druhu binomické jméno.

## Vzhled
Tarbíci rodu Jaculus mají tělo dlouhé 95–160 mm, ocas 125–250 mm. Zadní noha měří 50–75 mm. Váží od 55 do 134 g. Horní část těla je světle nebo tmavě žlutohnědá až písková, spodní část je bělavá. Na bocích mají tarbíci bělavý pruh.
Na zadních nohách mají 3 prsty a pod nimi polštářek chlupů, který jim díky rozložení váhy pomáhá lépe se pohybovat v písčitém terénu.
Oči a uši tarbíků jsou relativně velké. Mají celkem 16 zubů; jejich zubní vzorec je
- 1.0.0.3
- 1.0.0.3

Nemají tedy oproti příbuzným myšivkám třenové zuby.

## Způsob života

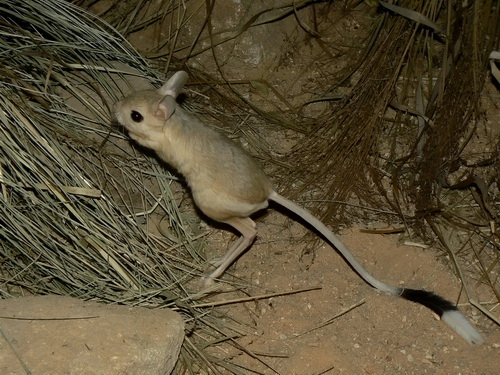
Tarbík velký (Jaculus orientalis)

Žijí v pouštích, někdy i na loukách nebo v skalnatých oblastech. Zde si v poměrně tvrdé půdě vyhrabávají nory hluboké 1–2 m. Skládají se z hlavní komory, která je vystlána velbloudími chlupy nebo natrhanou vegetací, a z jednoho nebo několika únikových východů. Ty jsou u tarbíka egyptského spirálovitě zatočené. Tarbík velký (Jaculus orientalis) si buduje i spižírnu. Vchody do nor si v létě uzavírají, aby se chránili před poledním horkem; v zimě je nechávají volné.
Tarbíci se běžně pohybují skoky, které mohou být několik metrů dlouhé. U jedinců v zajetí bylo zjištěno, že z klidu mohou vyskočit do metrové výšky.
Většina druhů je sociálních – např. tarbík velký byl pozorován téměř vždy ve skupinkách s dalšími jedinci. Naproti tomu tarbík egyptský žije přísně solitérně.
Rozmnožují se jednou až dvakrát ročně, menší tarbík egyptský může mít mláďata až 3× ročně v rozmezí 3 měsíců. V jednom vrhu bývá 2–10 mláďat, která váží 2 g. Jsou kojena 40 dní, osamostatňují se po 2 měsících a pohlavní dospělosti dosahují v 8–12 měsících. V zajetí mohou žít až 6 let.

## Stupeň ohrožení
Tarbíci rodu Jaculus nejsou podle červeného seznamu druhů ohroženi a jsou tedy vyhodnoceni jako málo dotčený druh.